# Wolfgang Glock
Wolfgang Glock (* 26. Mai 1946) ist ein ehemaliger deutscher Fußballspieler. Der Mittelfeldspieler absolvierte bei SC Fortuna Köln in der Saison 1973/74 in der Fußball-Bundesliga 33 Spiele und erzielte sieben Tore.

## Laufbahn

### Jugend
Bei TuRa 1886 Essen wuchs das Talent Wolfgang Glock in der Jugendabteilung heran. Bereits mit 15 Jahren erlebte er einen sportlichen Höhepunkt. Am 14. April 1961 stand er in der Mannschaft des DFB, die in Hagen das Schülerländerspiel gegen England bestritt. Zusammen mit Dirk Krüssenberg (Torhüter), Günther Nasdalla, Udo Glaser und Klaus Budde konnte der Essener auf Halblinks die 1:3-Niederlage nicht verhindern. Im Jugend-Länderpokal der A-Junioren überzeugte er beim Halbfinalspiel am 27. Oktober 1963 in der Auswahl von Westdeutschland beim 2:0-Erfolg gegen Süddeutschland eindrucksvoll. "Überragender Spieler auf dem Feld war der Essener Halblinke Glock, der zum Regisseur seiner Elf wurde und mit Waddey einen famosen Flügel bildete".
Mit Westdeutschland gewann Glock auch das Finale.

### Über Eintracht Gelsenkirchen und die USA in die Fußball-Bundesliga, 1964 bis 1973
Ab der Saison 1964/65 spielte der 1,68 m große Techniker mit Spielmacherqualitäten bei Eintracht Gelsenkirchen im Ückendorfer Südpark in der Regionalliga West. Trainer Werner Cornelissen setzte den jungen Spieler an der Seite von Bernd Becker, Heinz Banschewitz und Werner Tonk in 77 Spielen mit 12 Toren von 1964 bis 1967 ein. Eine lukrative Offerte führte Glock gemeinsam mit Baneschwitz, Horst Szymaniak und Gerd Ziemann 1967 in die USA, wo er zuerst in Chicago und 1968 in Kansas City für die Spurs spielte. 1969 kehrte er zurück nach Europa, zunächst zum PEC Zwolle in den Niederlanden, ehe er 1969 wieder im Westen bei Schwarz-Weiß Essen landete. Bei der Mannschaft von Trainer Horst Witzler absolvierte er in der Runde 1969/70 24 Spiele mit fünf Treffern und konnte mit seinen Mitspielern Rolf Bauerkämper, Rolf Kucharski, Heinz-Dieter Lömm und Heiko Mertes den fünften Tabellenplatz belegen.
Präsident und Mäzen Hans Löring vom SC Fortuna Köln holte den offensivstarken Mittelfeldspieler im Sommer 1970 mit dem Ziel des Aufstiegs in die Bundesliga nach Köln. Nach zwei Runden mit den Plätzen vier und drei gelang dem von SC Jülich 1910 geholten Trainer Martin Luppen in der Runde 1972/73 mit der Vizemeisterschaft in der Regionalliga West der Einzug in die Aufstiegsrunde. Fortuna setzte sich gegen den FC St. Pauli, den 1. FSV Mainz 05, den Karlsruher SC und Blau-Weiß 90 Berlin durch und zog in die Fußball-Bundesliga ein. Wolfgang Glock bestritt alle acht Spiele in der Aufstiegsrunde. In der Regionalliga West kam Glock insgesamt auf 190 Spiele mit 50 Toren.

### Fußball-Bundesliga 1973/74 mit Fortuna Köln
Präsident Löring verpflichtete als Trainer für die Eliteklasse den ehemaligen Leichtathleten (400 m Hürden) Volker Kottmann. Im Januar 1974 löste ihn der ehemalige Zehnkampfolympiasieger Willi Holdorf ab. Das Experiment glückte nicht, die Fortuna stieg ab.
Glock absolvierte in der Saison 1973/74 33 Bundesligaspiele für den SC Fortuna Köln. Auch seine sieben Tore in dieser Saison konnten dabei den Abstieg in die 2. Bundesliga nicht verhindern. Mit Günter Schwaba, Wolfgang Thier und Lothar Wesseler waren noch drei weitere ehemalige Aktive von Eintracht Gelsenkirchen bei Fortuna im Einsatz gewesen. Der leichtfüßige Mittelfeldtechniker, er brachte in besten Tagen knapp 62 kg auf die Waage, blieb bei Fortuna Köln auch nach dem Abstieg.

### 2. Bundesliga mit Fortuna Köln und Alemannia Aachen, 1974 bis 1979
In den Folgejahren absolvierte er insgesamt 147 Zweitligaspiele für Fortuna Köln und Alemannia Aachen (zehn Tore). Sein letztes Profispiel bestritt er am 26. November 1978 bei der 1:2-Niederlage der Alemannia bei Holstein Kiel. Nach der Saison 1978/79 beendete der 33-jährige Spielmacher seine aktive Laufbahn.